# 문소리 (축구인)
문소리(文昭理, 1990년 8월 12일~)는 대한민국의 여자 축구, 풋살 선수, 지도자로 현역 시절 포지션은 골키퍼이다. 현재는 은퇴하여 일반인으로 어딘가에 살고 있다.

## 생애
2012년 축구 선수 출신인 강민규와 결혼한 뒤 은퇴를 선언했으며, 2014년부터 2015년까지 풋살팀인 부산 카파 FC에서 뛰었다.

## 학력
- 동산정보산업고등학교 졸업
- 울산과학대학 졸업
- 한국체육대학교 대학원 석사 수료

## 선수 경력
- 2014년(12개월)

### 클럽
| 클럽            | 시즌 | WK리그 | WK리그 | 전국여자축구선수권대회 | 전국여자축구선수권대회 | 전국체육대회 | 전국체육대회 | 통산 | 통산 |
| 클럽            | 시즌 | 출장   | 득점   | 출장                   | 득점                   | 출장         | 득점         | 출장 | 득점 |
| --------------- | ---- | ------ | ------ | ---------------------- | ---------------------- | ------------ | ------------ | ---- | ---- |
| 서울시청        | 2011 | 4      | 0      | 0                      | 0                      | 0            | 0            | 4    | 0    |
| 충북 스포츠토토 | 2012 | 0      | 0      | 0                      | 0                      | 0            | 0            | 0    | 0    |
| 통산            | 통산 | 4      | 0      | 0                      | 0                      | 0            | 0            | 4    | 0    |

### 국가대표
- 2009년 AFC U-19 여자 챔피언십 국가대표
- 2010년 FIFA U-20 여자 월드컵 국가대표
- 2010년 아시안 게임 여자 축구 국가대표
- 2011년 키프로스컵 국가대표

## 수상 경력

### 클럽

#### 서울시청 아마조네스
- 전국체육대회 준우승 1회: 2011

#### 충북 스포츠토토
- 전국체육대회 준우승 1회: 2012

### 국가대표
- 2009년 AFC U-19 여자 챔피언십 준우승
- 2010년 FIFA U-20 여자 월드컵 3위
- 2010년 아시안 게임 여자 축구 동메달

### 기타 단체전
- 2006년 전국체육대회 여자고등부 단체전 우승
- 2007년 전국체육대회 여자고등부 단체전 준우승

### 개인
- 2007년 추계여자축구연맹전 골키퍼상
- 2008년 춘계여자축구연맹전 골키퍼상
- 2008년 청학기전국여자축구대회 골키퍼상
- 2008년 추계여자축구연맹전 골키퍼상